# La Noë-Blanche
La Noë-Blanche är en kommun i departementet Ille-et-Vilaine i regionen Bretagne i nordvästra Frankrike. Kommunen ligger i kantonen Bain-de-Bretagne som tillhör arrondissementet Redon. År 2022 hade La Noë-Blanche 1 007 invånare.

## Befolkningsutveckling
Antalet invånare i kommunen La Noë-Blanche
Referens:INSEE